# Луговой (Коми)
Луговой (коми Лугӧвӧй) — посёлок в муниципальном районе «Печора» Республики Коми России.

## География
Посёлок находится в северо-восточной части Республики Коми, в пределах Печорского равнинного среднетаежного природно-территориального комплекса, на правом берегу реки Печоры, на расстоянии примерно 5 километров (по прямой) к северо-западу от города Печоры, административного центра района.
Климат
Климат характеризуется как умеренно континентальный, с продолжительной умеренно морозной многоснежной зимой и коротким прохладным летом. Средняя температура воздуха самого тёплого месяца (июля) составляет 16 °C; самого холодного (января) — −19,5 °C. Годовое количество осадков — около 600 мм.
Часовой пояс
Посёлок Луговой, как и вся Республика Коми, находится в часовой зоне МСК (московское время). Смещение применяемого времени относительно UTC составляет +3:00.

## Население
| 2010 |
| ---- |
| 488  |

Гендерный состав
По данным Всероссийской переписи населения 2010 года в гендерной структуре населения мужчины составляли 48,4 %, женщины — соответственно 51,6 %.
Национальный состав
Согласно результатам переписи 2002 года, в национальной структуре населения русские составляли 54 % из 591 чел., коми — 31 %.